# Zahodnoslovanski jeziki
Zahodnoslovanski jeziki so ena izmed treh podskupin slovanskih jezikov.
V zahodnoslovanske jezike spadajo poljščina, češčina in slovaščina, ki imajo status državnih jezikov, del podskupine pa so tudi manjšinski jeziki kašubščina ter gornja in dolnja lužiščina. Prav tako obstajajo gibanja, ki se bojujejo za standardizacijo šlezijščine, laščine in moravščine ter prepoznavanje teh kot samostojnih jezikov.
Kašubščino obravnavajo tudi kot del pomorjanščine. V preteklosti je pomorjanščina vključevala še slovinščino in zahodno pomorjanščino, ki sta od zgodnjega 20. stoletja izumrla jezika. Na severovzhodnem delu ozemlja sedanje Nemčije pa je do sredine 18. stoletja obstajala polabščina, še en izumrli jezik v zahodnoslovanski podskupini.
Govorci zahodnoslovanskih jezikov živijo v evropski regiji, ki zajema celotno območje Češke, Slovaške in Poljske, na svojem zahodnem koncu sega na ozemlje nekdanje Nemške demokratične republike, na vzhodnem koncu pa obsega manjša območja na zahodu Ukrajine ter na ozemlju Belorusije in Litve.

## Značilnosti
Zahodnoslovanski jeziki so se ločili od vzhodne in južne podskupine slovanskih jezikov v času med tretjim in šestim stoletjem. S potekom časa so dobili nekaj značilnosti, ki jih v sedanjosti razlikujejo od ostalih slovanskih jezikov.
Vse zahodnoslovanske jezike zapisujejo v latinici in gre za edino podskupino slovanskih jezikov, v kateri pri pisanju ne uporabljajo cirilice.
V zahodnoslovanskih jezikih sta se praslovanski skupini tj in dj spremenili v ts oziroma (d)z (primer je beseda noč, ki jo v poljščini, češčini in slovaščini najdemo v obliki noc). Zahodnoslovanski jeziki so ohranili praslovanski skupini gv in kv (besedi zvezda in cvet v poljščini najdemo v oblikah gwiazda in kwiat) ter tl in dl (primer je beseda ralo, ki jo v slovaščini najdemo v obliki radlo). Glas h se pogosto palatalizira v š, zaradi česar v poljščini samostalnik mucha (slovensko muha) v mestniku ima obliko musze (izgovarjava muše).
Zahodnoslovanski jeziki imajo stalni naglas, ki v poljščini vedno nastopa na predzadnjem zlogu besede, v češčini in slovaščini pa na prvem. Zvalnik v poljščini in češčini še naprej uporabljajo, v slovaščini pa ne (enako kot v slovenščini in ruščini). Gornja in dolnja lužiščina sta ohranili dvojino (enako kot slovenščina).